# العلاقات الدومينيكية الميكرونيسية
العلاقات الدومينيكية الميكرونيسية هي العلاقات الثنائية التي تجمع بين دومينيكا وولايات ميكرونيسيا المتحدة.

## مقارنة بين البلدين
هذه مقارنة عامة ومرجعية للدولتين:
| وجه المقارنة                                              | دومينيكا              | ولايات ميكرونيسيا المتحدة |
| --------------------------------------------------------- | --------------------- | ------------------------- |
| المساحة (كم2)                                             | 751                   | 702                       |
| عدد السكان (نسمة)                                         | 73.92 ألف             | 105.54 ألف                |
| الكثافة السكانية (ن./كم²)                                 | 9.84 ألف              | 15.03 ألف                 |
| العاصمة                                                   | روسو                  | باليكير                   |
| اللغة الرسمية                                             | لغة إنجليزية          | لغة إنجليزية              |
| العملة                                                    | دولار شرق الكاريبي    | دولار أمريكي              |
| الناتج المحلي الإجمالي (بليون دولار)                      | 562.54 مليون          | 336.43 مليون              |
| الناتج المحلي الإجمالي (تعادل القوة الشرائية) بليون دولار | 789.63 مليون          | 365.27 مليون              |
| الناتج المحلي الإجمالي الاسمي للفرد دولار أمريكي          | 7.12 ألف              | 3.02 ألف                  |
| الناتج المحلي الإجمالي للفرد دولار أمريكي                 | 10.88 ألف             |                           |
| مؤشر التنمية البشرية                                      | 0.724                 | 0.640                     |
| رمز المكالمات الدولي                                      | +1767                 | +691                      |
| رمز الإنترنت                                              | .dm                   | .fm                       |
| المنطقة الزمنية                                           | 00، توقيت أطلنطي موحد |                           |

## منظمات دولية مشتركة
يشترك البلدان في عضوية مجموعة من المنظمات الدولية، منها:
| علم المنظمة | اسم المنظمة                                 | تاريخ انضمام دومينيكا | تاريخ انضمام ولايات ميكرونيسيا المتحدة |
| ----------- | ------------------------------------------- | --------------------- | -------------------------------------- |
|             | مؤسسة التنمية الدولية                       | 29 سبتمبر 1980        | 24 يونيو 1993                          |
|             | يونسكو                                      | 9 يناير 1979          | 19 أكتوبر 1999                         |
|             | وكالة ضمان الاستثمار متعدد الأطراف          | 7 أكتوبر 1991         | 11 أغسطس 1993                          |
|             | الأمم المتحدة                               | 18 ديسمبر 1978        | 17 سبتمبر 1991                         |
|             | مجموعة دول أفريقيا والكاريبي والمحيط الهادئ | ?                     | ?                                      |
|             | البنك الدولي للإنشاء والتعمير               | 29 سبتمبر 1980        | 24 يونيو 1993                          |
|             | الاتحاد الدولي للاتصالات                    | 28 أكتوبر 1996        | 18 مارس 1993                           |
|             | منظمة حظر الأسلحة الكيميائية                | ?                     | ?                                      |
|             | مؤسسة التمويل الدولية                       | 29 سبتمبر 1980        | 24 يونيو 1993                          |
|             | تحالف الدول الجزرية الصغيرة                 | ?                     | ?                                      |